# La Menace des fourmis tueuses
Série Maneater
Les Griffes de la forêt
(7 juin 2007) Les Guêpes mutantes
(7 décembre 2007)
Pour plus de détails, voir Fiche technique et Distribution.
La Menace des fourmis tueuses (The Hive) est un téléfilm américano-thaïlandais réalisé par Peter Manus, diffusé le 17 février 2008 sur Sci Fi Channel. Il s'agit du huitième film de la collection Maneater series.

## Synopsis
Une nuée de fourmis tueuses envahit une île habitée au large de la Thaïlande. L'armée, ne parvenant pas à enrayer la catastrophe, fait appel à un groupe spécial de scientifiques américains appelé l'équipe Thorax. Mais bien vite, ils constatent que le comportement des insectes est dirigé par une ruche dont l'origine est extra-terrestre.

## Fiche technique
- Titre : La Menace des fourmis tueuses
- Titre original : The Hive
- Réalisation : Peter Manus
- Scénario : T.S. Cook
- Production : Robert Halmi Jr., Robert Halmi Sr., Charles Salmon et Susida Maphuang
- Musique : Charles Olins et Mark Ryder
- Photographie : Kittiwat Saemarat
- Distribution : Carl Proctor
- Montage : Laurie McDowell
- Décors : Jon Bunker
- Costumes : Chantika Konsillawat
- Effets spéciaux visuels : Brynley Cadman
- Compagnies de production : Thaï Occidental Productions - RHI Entertainment
- Compagnie de distribution : RHI Entertainment
- Pays d'origine :  États-Unis -  Thaïlande
- Format : Couleurs - 1.78:1 - Dolby Digital - 35 mm
- Genre : Horreur
- Durée : 90 minutes
- Date de sortie : 17 février 2008 (Sci Fi Channel)
- interdit aux moins de 12 ans

## Distribution
- Tom Wopat : Bill
- Kal Weber : Len
- Elizabeth Healey : Claire
- Jessica Reavis : Debs
- Mark Ramsey : Cortez
- Pisek Intrakanchit : Chang
- Kittiphit Tamrongweenijchai : ministre Zhing
- Elizabeth Bodner : Ying
- Chalad Na Songkhla : officier de l'armée
- Sujinthara Phumjan : jeune mère
- Dorrie Salmon : bébé

## DVD
En France, le film est sorti en DVD Keep Case le 17 février 2009 chez SND au format 1.77 4/3 non anamorphique en français 2.0 sans sous-titres et sans suppléments. (ASIN B001S9HR40)